# World Boxing Council
Der World Boxing Council (WBC) ist ein in Mexiko ansässiger Boxverband, der offizielle Kämpfe ausrichtet und die WBC-Weltmeistertitel im Profiboxen verleiht. Der WBC gehört neben der World Boxing Association (WBA), der World Boxing Organization (WBO) und der International Boxing Federation (IBF) zu den vier großen Boxverbänden, deren Weltmeistertitel international – und von den Verbänden untereinander – anerkannt werden.

## Geschichte
Der Verband gründete sich 1963 und setzte sich als erster von der World Boxing Association (WBA) ab. Erst 1978 bestimmte er mit Ken Norton einen eigenen Schwergewichtsweltmeister, als dieser nicht gegen Leon Spinks antreten konnte. Er gilt als einer der am geschicktesten gemanagten Verbände mit Titelträgern wie Floyd Mayweather, Manny Pacquiao und Hasim Rahman. An der Spitze stand für mehr als 38 Jahre bis zu seinem Tod im Januar 2014 der Veteran José Sulaimán.

## Beinahe-Bankrott
1998 äußerte sich der amtierende Titelträger Roy Jones Jr. dahingehend, dass er in Zukunft nicht mehr im Halbschwergewicht kämpfen und die Gewichtsklasse wechseln wolle. Ohne Rücksprache mit Jones, der diese Äußerungen nur als unverbindliche Absichtserklärung verstanden wissen wollte, arrangierte der Verband einen Kampf um den vermeintlich „vakanten“ Titel zwischen Graciano Rocchigiani und Michael Nunn, den Rocchigiani gewann. Als Jones von seinen Plänen Abstand nahm, erhielt er vom WBC den Titel zurück. Rocchigiani erklärte man, es habe sich um einen Irrtum gehandelt, woraufhin er den Verband verklagte. Am 7. Mai 2003 wurde in Manhattan (New York) zu seinen Gunsten entschieden und ihm die Summe von rund 31 Millionen Dollar zugesprochen. Laut Sulaimán bot der WBC Rocchigiani in Schlichtungsverhandlungen eine sofortige Zahlung von 2,5 Mio. Dollar in bar und für die folgenden 20 Jahre 0,5 Mio. Dollar jährlich. Auf dieses Angebot ging Rocchigiani zunächst nicht ein. Somit sah sich der WBC gezwungen, am 14. Juni 2004 einen Konkursantrag zu stellen. Um die Verbandsarbeit fortsetzen zu können, wurde ins Auge gefasst, einen neuen Verband mit der Bezeichnung Universal Boxing Organization (UBO) zu gründen. Der WBC versuchte weiterhin einen Vergleich zu erwirken. Mitte Juli 2004 ging Rocchigiani auf Anraten mehrerer Personen aus dem Umfeld der Boxerszene auf einen Vergleich ein, von dem lange Zeit nur bekannt war, dass es sich um mehrere auf sieben Jahre verteilte Zahlungen handelte, über deren Höhe Stillschweigen vereinbart wurde. Erst Jahre später wurde der Gesamtbetrag von 4,5 Mio. Dollar, (etwa 3,6 Mio. Euro) bekannt.

## Konkurrenzorganisationen
Neben der Konkurrenzorganisation WBA entstand 1983 die IBF, die mit Larry Holmes gleich einen bekannten Schwergewichtler hatte.
1988 etablierten sich die WBO und fast ein Dutzend weitere Verbände.

## Skandale
1990 dachte der WBC ernsthaft darüber nach, „Buster“ Douglas nach seinem Sensations-KO-Sieg über Mike Tyson den Titel abzusprechen, da der Ringrichter zu langsam gezählt habe, als Douglas zuvor selbst am Boden war. Dazu die britische Boxzeitschrift „Boxing Monthly“:

„Tysons Promoter, zu dieser Zeit Don King, versuchte dieses Ergebnis für ungültig erklären zu lassen, da der Ringrichter Octavio Meyran Douglas zu langsam angezählt hatte, als der Herausforderer in der achten Runde niedergeschlagen wurde. Er meinte, die Aufzeichnung des Kampfes zeige, dass Douglas länger als zehn Sekunden auf dem Ringboden war. Da Meyran aber den Anzähltakt falsch vom Zeitnehmer übernahm, tat Douglas einfach nur, was er tun musste, nämlich bei neun oben zu sein und das Anzählen damit zu beenden. Anfänglich schien WBC-Präsident Sulaiman wirklich bereit, auf Kings Vorschlag einzugehen und den Kampf nicht zu werten. Die IBF kündigte allerdings sofort an, Douglas als neuen Weltmeister anzuerkennen. Auch die WBA gab bekannt, dass sie Douglas anerkennen würde. Der WBC folgte dann verspätet deren Beispiel.“

## Auszeichnung zum Boxer des Jahres
Der WBC zeichnet unter anderem den Boxer des Jahres aus.

## Titelliste
Der WBC vergibt unter anderem folgende Titel:
- Baltischer Meister (WBC Baltic Champion)
- Baltischer Silber-Meister (WBC Baltic Silver Champion)
- Internationaler Meister (WBC International Champion)
- Internationaler Silber-Meister (WBC International Silver Champion)
- Lateinamerikanischer Meister (WBC Latino Champion)
- Mittelmeer-Meister (WBC Mediterranean Champion)
- Hispanoamerikanischer Meister (WBC Mundo Hispano Champion)
- Silber-Meister (WBC Silver Champion)
- Jugendweltmeister (WBC Youth World Champion)
- Jugend-Silber-Meister (WBC Youth Silver Champion)
- Interkontinentaler Jugendmeister (WBC Youth Intercontinental Champion)
- Kontinentaler Amerika-Meister (WBC Continental Americas Champion)
- Europäisch-asiatischer Pazifik-Meister (WBC Eurasia Pacific Boxing Council Champion)
- US-amerikanischer Meister (WBC United States Champion) (USNBC)
- US-amerikanischer Silber-Meister (WBC United States Silver Champion) (USNBC)
- Weltmeister (WBC World Champion)
- Asiatischer Meister (WBC Asian Boxing Council Champion)
- Asiatischer Silber-Meister (WBC Asian Boxing Council Silver Champion)
- Kontinentaler Asienmeister (WBC Asian Boxing Council Continental Champion)
- Fecombox-Meister (WBC FECOMBOX Champion)

## Mitgliedsverbände
Folgende Verbände sind Mitglied des WBC:
- Asian Boxing Council (ABCO)
- African Boxing Union (ABU)
- British Boxing Board of Control (BBBofC)
- Caribbean Boxing Federation (CABOFE)
- CIS and Slovenian Boxing Bureau (CISBB)
- European Boxing Union (EBU)
- World Boxing Council Ukraine (WBC Ukraine)
- Central American Boxing Federation (FECARBOX)
- South American Boxing Federation FESUBOX
- North American Boxing Federation (NABF)
- Oriental and Pacific Boxing Federation (OPBF)
- Middle East Professional Boxing (MEPB)